# 哈克斯利 (愛荷華州)
哈克斯利（英語：Huxley）是一個位於美國愛荷華州斯托里縣的城市。

## 地理
哈克斯利的座標為41°53′46″N 93°36′10″W / 41.89611°N 93.60278°W，而該地的平均海拔高度為312米（即1024英尺）。

## 人口
根據2010年美國人口普查的數據，哈克斯利的面積為8.16平方千米，當中陸地面積為8.16平方千米，而水域面積為0.00平方千米。當地共有人口3317人，而人口密度為每平方千米406人。